# Fairfield (Tameside)
Fairfield – osada w Anglii, w hrabstwie ceremonialnym Wielki Manchester, w dystrykcie metropolitalnym Tameside. Leży 6 km na wschód od centrum miasta Manchester.